# Glomalin
Glomalin är ett glykoprotein som produceras rikligt på hyfer och sporer av arbuscular mycorrhizal (AM) svamp i jord och i rötter. Glomalin upptäcktes 1996 av Sara F. Wright, en forskare vid USDA Agricultural Research Service.
Namnet kommer från Glomales, en ordning av svampar.

## Upptäckt
Glomalin förblev oupptäckt till 1996 eftersom "Det kräver en ovanlig ansträngning att frånskilja Glomalin för studier: ett bad i Citronsyra kombinerat med upphettning vid 121 grader Celsius i minst en timme .... Inget annat "jordlim" har hittills krävt så drastiska åtgärder som detta." - Sara Wright  Men år 2010, genom att använda samma metod påvisades att det samtidigt extrakterades humus substanser. Så det är fortfarande oklart om lim effekten kommer från Glomalinet eller de andra substraten genom att använda just denna metod.

## Beskrivning
Det specifika proteinet Glomalin har ännu inte isolerats och beskrivits. Glomalin relaterade jordproteiner (glomalin-related soil proteins, GRSP) har emellertid identifierats med användning av en monoklonal antikropp (Mab32B11) upptagen mot krossade AM-svampsporer. Proteinet definieras av dess extraktions förhållande och reaktion med antikroppen Mab32B11.
Glomalins upptäckare, Sara Wright, tror att "glomalin-molekylen är en klump av små glykol-proteiner med järn och andra joner ihopbundna ... Glomalin innehåller från 1-9% tätt bunden järn .... Vi har sett Glomalin på utsidan av Hyfer, och vi tror att det här är hur Hyferna förseglar sig så att de kan bära vatten och näringsämnen. Det kan också vara vad som ger dem den styvhet de behöver för att spänna över luftrummen mellan jordpartiklar." Glomalin tar 7-42 år att biologiskt-nedbrytas. De högsta nivåerna av Glomalin har hittats i vulkaniska jordar i Hawaii och Japan.
Det finns andra omständigheter som visar att Glomalin är av AM-svampens ursprung. När AM-svampar elimineras från jorden genom odling av marken utan värdväxter så minskar koncentrationen av GRSP. En liknande minskning av GRSP har också observerats från skogsmark, planterad-skogsmark och jordbruksmarker samt gräsbevuxnamarker som behandlats med bekämpningsmedel.  Mängden av Glomalin i jorden är korrelerad med den primära produktiviteten av ett ekosystem.
Kemin för glomalinrelaterat jordprotein (GRSP "Glomalin-elated soil protein") är ännu oklar, och kopplingen mellan glomalin och GRSP samt AM-svampen är ännu inte färdigt utforskad. Den fysiologiska funktionen av Glomalin i svampar är också ett ämne för aktuell forskning.

## Effekter
Glomalin-relaterade jordproteiner, tillsammans med humussyra, är en betydande del av det organiska materialet i jorden (humusen) och verkar för att binda mineralpartiklar tillsammans, vilket förbättrar markkvaliteten. Glomalin har undersökts för sina egenskaper, speciellt för att lagra koldioxid och kväve, även som en potentiell metod till kolsänka i jordmånen.
Det är antaget att Glomalinet förbättrar jordens förmåga att binda vatten samtidigt som den håller sin stabilitet och därmed minskar jorderosionen. En stark korrelation har visat sig mellan GRSP och jordens aggregations förmåga gällande vattenstabilitet i ett stort antal jordar där organiskt material är huvudbindningsämne, fastän mekanismen inte är känd.